# Pulsujärvi
Pulsujärvi (samiska:Buolžajávri) är en sjö i Kiruna kommun i Lappland och ingår i Torneälvens huvudavrinningsområde. Sjön har en area på 1,75 kvadratkilometer och ligger 487,1 meter över havet. Sjön avvattnas av vattendraget Pulsujoki.

## Delavrinningsområde
Pulsujärvi ingår i det delavrinningsområde (759869-171802) som SMHI kallar för Utloppet av Pulsujärvi. Medelhöjden är 542 meter över havet och ytan är 37,8 kvadratkilometer. Räknas de 5 avrinningsområdena uppströms in blir den ackumulerade arean 147,28 kvadratkilometer. Pulsujoki som avvattnar avrinningsområdet har biflödesordning 3, vilket innebär att vattnet flödar genom totalt 3 vattendrag innan det når havet efter 432 kilometer. Avrinningsområdet består mestadels av skog (63 procent), sankmarker (17 procent) och kalfjäll (10 procent). Avrinningsområdet har 1,79 kvadratkilometer vattenytor vilket ger det en sjöprocent på 4,7 procent.